# Skateboarding na Igrzyskach Azjatyckich 2018
Skateboarding na Igrzyskach Azjatyckich 2018 – jedna z dyscyplin rozgrywana podczas igrzysk azjatyckich w Dżakarcie i Palembangu. Zawody odbyły się w dniach 28 – 31 sierpnia w Jakabaring Sport City w Palembangu. Do rywalizacji w czterech konkurencjach przystąpiło 37 zawodników z 10 państw.

## Uczestnicy
W zawodach wzięło udział 37 zawodników z 10 państw.
| Reprezentacja    | Liczba zawodników |
| ---------------- | ----------------- |
| Chiny            | 7                 |
| Chińskie Tajpej  | 2                 |
| Filipiny         | 3                 |
| Hongkong         | 2                 |
| Indonezja        | 6                 |
| Japonia          | 4                 |
| Korea Południowa | 4                 |
| Malezja          | 4                 |
| Nepal            | 1                 |
| Tajlandia        | 4                 |
| 10 reprezentacji | 37                |

## Medaliści
| Konkurencja | Złoto           | Srebro                | Brąz               |           |
| Mężczyźni   | Mężczyźni       | Mężczyźni             | Mężczyźni          | Mężczyźni |
| ----------- | --------------- | --------------------- | ------------------ | --------- |
| Street      | Keyaki Ike      | Sanggoe Darma Tanjung | Eun Ju-won         | [ 3 ]     |
| Park        | Kensuke Sasaoka | Jason Dennis Lijnzaat | Pevi Permana Putra | [ 4 ]     |
| Kobiety     |                 |                       |                    |           |
| Street      | Margielyn Didal | Kaya Isa              | Bunga Nyimas       | [ 5 ]     |
| Park        | Sakura Yosozumi | Kaya Isa              | Zhang Xin          | [ 6 ]     |

## Tabela medalowa
| Pozycja | Reprezentacja    | Złoto | Srebro | Brąz | Razem |
| ------- | ---------------- | ----- | ------ | ---- | ----- |
| 1.      | Japonia          | 3     | 2      | 0    | 5     |
| 2.      | Filipiny         | 1     | 0      | 0    | 1     |
| 3.      | Indonezja        | 0     | 2      | 2    | 4     |
| 4.      | Chiny            | 0     | 0      | 1    | 1     |
| 4.      | Korea Południowa | 0     | 0      | 1    | 1     |
| Razem   | Razem            | 4     | 4      | 4    | 12    |